# Les Silencieuses
Pour plus de détails, voir Fiche technique et Distribution.
Les Silencieuses (Страна глухих, Strana glukhikh) est un film russe réalisé par Valeri Todorovski, sorti en 1998.

## Synopsis
À Moscou, Rita se cache dans un monde souterrain où vivent les personnes sourdes.

## Fiche technique
- Titre : Les Silencieuses
- Titre original : Страна глухих (Strana glukhikh)
- Réalisation : Valeri Todorovski
- Scénario : Yuriy Korotkov et Valeri Todorovski d'après le roman Obladat' i Prinadlezhat de Renata Litvinova
- Musique : Alexeï Aïgui
- Photographie : Yuriy Shaygardanov
- Montage : Natalya Kucherenko et Irina Tretyakova
- Production : Sergey Chliyants et Sergey Livnev
- Société de production : Compagnie des Films et Gorky Film Studios
- Pays :  Russie et  France
- Genre : policier et comédie dramatique
- Durée : 105 minutes
- Dates de sortie : 
  - Allemagne : février 1998 (Berlinale)
  - France : 21 juillet 1999

## Distribution
- Tchoulpan Khamatova : Rita
- Dina Korzun : Yaya
- Maksim Soukhanov : Svinya
- Nikita Tiunine : Alyosha
- Aleksandr Yatsko : l'albino
- Alexeï Gorbounov : le propriétaire
- Pavel Poïmalov : Mao
- Sergueï Yuchkevitch : Nuna
- Alexey Diakov : Molodoy
- Iaroslav Boïko : un bandit
- Andreï Doubovski
- Igor Petrenko : livreur de marchandise

## Distinctions
Le film a été présenté en sélection officielle en compétition lors de la Berlinale 1998 et a remporté le prix du Meilleur scénario au Festival du cinéma russe à Honfleur en 1998.